# Chimiostratigraphie
La chimiostratigraphie est une approche stratigraphique fondée sur l'étude des variations isotopiques et des composés chimiques. L'hydrosphère et l'atmosphère sont principalement concernées, ayant évolué de façon conjointe au cours de l'histoire de la Terre et manifestant une certaine interdépendance. La chimiostratigraphie utilise la notion d'enregistrement sédimentaire des variations, à travers des indicateurs ou « proxie » (notamment les rapports isotopiques influencés par le processus de fractionnement isotopique). Oxygène, carbone, éléments traces sont couramment utilisés comme indicateur des paléotempératures, des crises biologiques, des conditions anoxiques marines, etc.